# 호기심 천국
《호기심 천국》은 교양과 오락을 접목한 대한민국의 과학교육 오락 프로그램이다. 1998년 SBS에서 제작·방영하였는데 첫 회(98년 3월 8일)부터 일요일 저녁 6시에 방송되었지만 뒷시간대 시사교양 프로그램 그것이 알고싶다가 1999년 2월 27일부터 토요일 심야시간대로 이동한 뒤 후속작으로 방영된 일요일 프라임예능 프로그램들이 1년을 넘기지 못한채 단명하자 SBS는 해당 프로그램을 그해 9월 5일부터 와이드 편성시켰으나 이날 방영분에서 '선정성' 논란으로 비난을 샀으며 결국 11월 7일 방송분을 끝으로 2부가 폐지되었고 2001년 3월 16일 첫회가 나간 와이드 프로그램 <초특급 일요일 만세>에게 자리를 내준뒤 같은 날부터 일요일 오후 5시로 앞당겨졌다.
이후, 2002년 7월 16일부터 화요일 오후 7시로 이동했지만 2002년 10월 22일 과학소재고갈과 제작의 어려움및 시청률하락등을 이유로 종영하였으며 현재는 VOD 서비스가 종료되어 VOD사이트에서 볼수없는 상황이다.
이프로그램은 한국방송대상 최우수작품상과 학부모가 선정한 "1999년 올해의 좋은 프로그램상"을 수상한 바 있다.
비슷한 교육 오락 프로그램으로 종영된 KBS 1TV의 《퀴즈탐험 신비의 세계》와 KBS 2TV의 《스펀지》, 코미디TV의 《시키면 한다! 약간 위험한 방송》시리즈가 있다.

## 결방 및 편성 변경
- 1999년 2월 7일 - 뉴스 특보 편성으로 결방
- 1999년 9월 26일 - 추석특집 <한가위 호기심 마술의 신비> 편성[5]으로 결방
- 2000년 2월 6일 - 5시 50분부터 설 특집 <초능력인가? 마술인가?> 1~2부 편성[6]으로 결방
- 2000년 9월 17일 - 시드니 올림픽 축구 예선 <한국 VS 모로코> 중계 편성으로 결방
- 2000년 10월 1일 - 5시 30분부터 시드니 올림픽 폐회식 편성으로 결방
- 2000년 12월 31일 - 송년특집으로 6시부터 1~2부 편성
- 2001년 9월 16일 - 7시부터 축구 국가대표 평가전 <한국 VS 나이지리아> 중계가 편성되어 <초특급 일요일 만세>는 5시로 앞당겨졌고 이 때문에 결방
- 2001년 10월 14일 - 4시부터 <환경콘서트>[7] 1~2부 편성으로 결방
- 2001년 12월 30일 - 4시부터 송년특집으로 1~2부 편성
- 2002년 4월 28일 - 뉴스 특보 편성으로 결방
- 2002년 5월 26일 - 특집 <동물 기상천외> 편성으로 결방
- 2002년 6월 30일 - 2002년 FIFA 월드컵 관련 편성으로 결방
- 2002년 10월 8일 - 2002년 아시안 게임 축구 8강전 <한국 VS 바레인> 중계 편성으로 결방

## 기타
- 홍진경이 메인 MC 물망에 한때 거론되었으나[8] 자사 코미디 프로그램 해피타임[9] 출연으로 고사했다.

## 수상 경력
- 1999년 제26회 한국방송대상 연예오락부문 우수작품상

## 참조
1. ↑  박정호 (1999년 9월 7일). “[큐&컷] '호기심천국' 동물 만취행태실험 취지 민망”. 중앙일보. 2017년 12월 10일에 확인함.
2. ↑  맹경환 (2001년 3월 16일). “방송, 시청률 의식 ‘와이드 프로’ 경쟁”. 국민일보. 2017년 12월 10일에 확인함.
3. ↑  SBS「호기심천국」22일 종영 :: 네이버 뉴스
4. ↑  2005년에 DMB방송으로 제작 되었다가 비공중파 채널인 코미디TV에도 방영되었다. 2006년 시즌 2부터 약간 더 위험한 방송이라는 타이틀을 사용하였고, 2007년 시즌 3까지 방영되었다.
5. ↑  “오락「한가위 호기심 마술의 신비」 SBS 오후6:00”. 경향신문. 1999년 9월 22일. 2017년 12월 10일에 확인함.
6. ↑  “[설 특집]안방극장서 '가족의 정' 나눠요”. 부산일보. 2000년 2월 3일. 2017년 12월 10일에 확인함.
7. ↑  “[TV가이드/14일]태조왕건外”. 동아일보. 2001년 10월 13일. 2017년 12월 10일에 확인함.
8. ↑  김소희 (2010년 3월 20일). “이영자 "홍진경, 예능MC 대신 개그코너 출연 이해안돼"”. 뉴스엔. 2017년 6월 11일에 확인함.
9. ↑  연합 (1998년 2월 19일). “<방송> SBS 가족시청 지향 TV프로 4편 신설”. 연합뉴스. 2017년 6월 11일에 확인함.

| SBS TV 일요일 저녁 6시대 프로그램              | SBS TV 일요일 저녁 6시대 프로그램  | SBS TV 일요일 저녁 6시대 프로그램             |
| 이전 작품                                      | 작품명                             | 다음 작품                                     |
| ---------------------------------------------- | ---------------------------------- | --------------------------------------------- |
| 타임캡슐 대작전 (1997.10.26 ~ 1998.3.1)        | 호기심 천국 (1998.3.8 ~ 2001.3.11) | 초특급 일요일 만세 (2001.3.18 ~ 2002.1.13)    |
| SBS TV 일요일 저녁 7시대 프로그램              |                                    |                                               |
| 서세원의 슈퍼스테이션 (1999.6.5 ~ 1999.8.29)   | 호기심 천국 (1999.9.5 ~ 1999.11.7) | 로드쇼 힘나는 일요일 (1999.11.14 ~ 2000.4.16) |
| SBS TV 일요일 저녁 5시대 프로그램              |                                    |                                               |
| SBS 인기가요(2기) (1998.2.1 ~ 2001.3.11)       | 호기심 천국 (2001.3.18 ~ 2002.7.7) | 콜럼버스 대발견 (2002.7.14 ~ 2003.10)         |
| SBS TV 화요일 저녁 7시대 프로그램              |                                    |                                               |
| 프로그램 탐험 트루스토리 (2002.3.5 ~ 2002.7.9) | 호기심 천국 (2002.7.16 ~ 10.22)    | 지구본색 (2002.11.5 ~ 2003.2)                 |